# Affaire Wilma Montesi

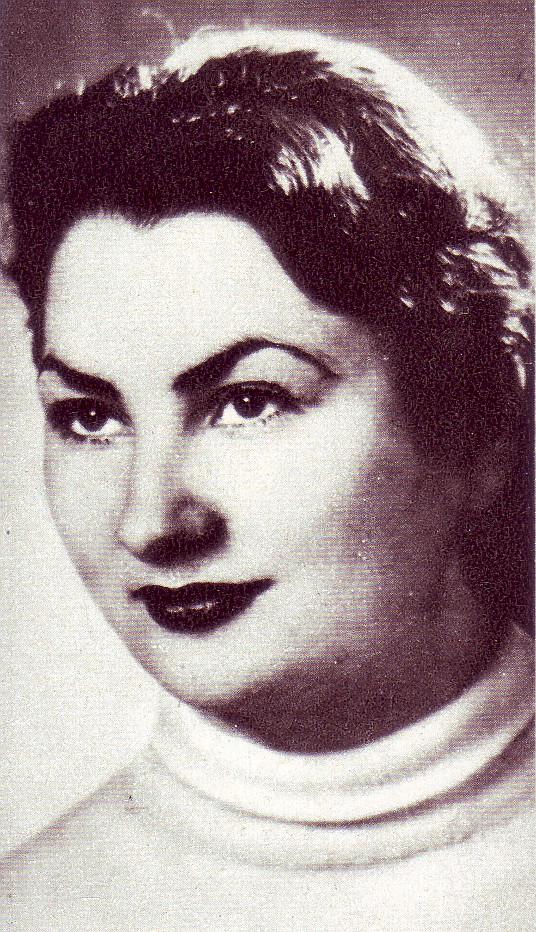
Wilma Montesi.

L'affaire Wilma Montesi est une affaire criminelle survenue en Italie en 1953 et concernant l'assassinat à Rome d'une jeune femme, Wilma Montesi (1932-1953) et qui a eu un retentissement médiatique considérable en raison de l'implication de plusieurs personnalités de premier plan dans les enquêtes qui ont suivi. L'affaire n'a toujours pas été résolue.

## La découverte du cadavre et la clôture de l'enquête

### La découverte du corps
Le samedi 11 avril 1953, veille de Pâques, sur la plage de Torvajanica, près de Rome, on retrouva le corps d'une jeune femme de vingt-et-un ans, Wilma Montesi, disparue le 9 avril précédent.
D'origine modeste, Wilma était la fille d'un charpentier, née en 1932 à Rome, où elle habitait dans la Via Tagliamento,. Au moment de sa disparition, elle était fiancée à un agent de police, et sur le point de se marier. On la considérait comme une femme très belle, animée d'un certain désir d'entrer dans le monde du cinéma et du spectacle, dont le centre était situé près de la capitale, à Cinecittà.
Le corps fut retrouvé par un ouvrier, Fortunato Bettini, qui prenait son petit déjeuner près de la plage. Le corps semblait renversé et couché sur le dos à la limite de la terre et de la mer, partiellement immergé à partir de la tête. La femme était partiellement habillée, ses vêtements étaient trempés et elle ne portait plus ni chaussures, ni jupe, ni bas ni porte-jarretelles.
Le corps fut transporté à l'Institut de Médecine Légale de Rome, où on pratiqua l'autopsie: les médecins affirmèrent que la cause probable de la mort devait être une « syncope due à un bain de pied ».
De l'autopsie, il ressortit que non seulement la jeune femme n'avait pas subi de violences, mais on affirma au début qu'elle était même vierge ; par la suite toutefois un autre médecin, le professeur Pellegrini, affirma que la présence de sable dans les parties intimes de la jeune femme ne pouvait être expliquée que comme conséquence d'un rapport sexuel.

### Les premiers témoignages
À la nouvelle de cette découverte, les journaux lui consacrèrent de longs articles : le père de la victime, Rodolfo Montesi, n'eut connaissance des faits que par la presse, le lendemain.
De la reconstitution de ce que la jeune femme avait fait en dernier lieu, il ressortit qu'elle n'était pas rentrée à la maison le soir du 9 avril. La mère, avec son autre fille Wanda, était rentrée et elle ne l'y avait pas trouvée.
La concierge de l'immeuble où vivaient les Montesi affirma l'avoir vue sortir autour de 17 heures 30, et ne plus de l'avoir revue par la suite.
Quelques témoins affirmèrent avoir vu Wilma dans le train qui conduisait de Rome à Ostie : sans être trop éloignées les deux localités étaient trop distantes pour qu'on fît le chemin à pied.

### L'hypothèse du suicide et le classement de l'affaire
Au début, l'hypothèse prédominante était celle du suicide : Wilma se serait jetée dans la mer. Ensuite, après une déposition de sa sœur, Wanda, fut avancée une autre hypothèse qui trouva immédiatement crédit auprès des forces de l'ordre : Wilma Montesi souffrait d'un eczéma au talon, que l'eau de mer pouvait soulager (cet eczéma ne fut pas contrôlé sur le cadavre mais sur sa sœur Wanda).
Wilma serait donc entrée dans l'eau de mer après avoir enlevé sa longue jupe et ses bas. Ensuite, elle aurait éprouvé un malaise, en raison peut-être d'une faiblesse physique due à son cycle menstruel, et aurait été entraînée en mer par les vagues.
La distance entre Ostie (le dernier endroit où l'on présumait qu'elle avait été) et là où on l'avait retrouvée pouvait être expliquée par une combinaison complexe de courants marins.

## L'affaire tourne au scandale

### L'intervention de la presse
L'hypothèse de l'accident avait été jugée crédible par la police, qui classa l'affaire. Les journaux, en revanche, se montraient sceptiques.
Le 4 mai Il Roma, quotidien monarchiste napolitain, commença à avancer l'hypothèse d'un complot pour couvrir les véritables assassins, qui auraient été de puissants personnages de la politique ; l'hypothèse présentée dans l'article signé par Richard Giannini Perché la polizia tace sulla morte di Wilma Montesi ? (Pourquoi la police reste-t-elle muette sur la mort de Wilma Montesi ?) eut un large écho.
À la tête de cette campagne médiatique, il y avait des journaux nationaux prestigieux comme le Corriere della Sera et le Paese Sera, ainsi que des journaux à scandales comme Attualità, mais la nouvelle se répandit dans presque toute la presse, locale et nationale.
Le 24 mai 1953, un article de Marco Sforza Cesarini, publié dans le journal communiste Vie Nuove, fit un grand bruit : un des personnages apparus au cours de l'enquête, et sans doute liés à la politique, avait été nommé jusqu'alors « il biondino » (« le blondinet ») ; il fut identifié comme Piero Piccioni. Il s'agissait d'un musicien de jazz connu (sous le nom de scène de Peter Morgan), fiancé d'Alida Valli et fils d'Attilio Piccioni, vice-président du conseil, ministre des Affaires étrangères et ténor de la Démocratie chrétienne.
Le surnom de « blondinet » avait été attribué au jeune homme par Paese Sera dans un article du 5 mai, où l'on racontait comment il avait apporté à la police les pièces de vêtement manquantes de la jeune femme assassinée. Tous les journalistes savaient qu'il s'agissait de Piero Piccioni, mais tous s'étaient bien gardés de le dire au grand public. Sur Il merlo giallo, magazine néo-fasciste, avait effectivement paru au début de mai un dessin satirique dans lequel une jarretière était apportée à la police par un pigeon, allusion à l'homme politique et au crime.
La nouvelle fut un coup de tonnerre, d'autant qu'elle fut publiée peu avant les élections législatives de 1953.

### Piero Piccioni et le scandale politique
Piero Piccioni attaqua pour diffamation le journaliste et le directeur du journal, Fidias Gambetti. Sforza Cesarini fut soumis à un interrogatoire sévère. Le Parti communiste italien, mouvement auquel appartenait le journal et seul bénéficiaire du scandale, désavoua le travail du journaliste, qui se vit accuser de « sensationnalisme » et menacé de licenciement.
Même au cours de l'interrogatoire Cesarini Sforza ne cita jamais directement le nom de la source dont lui était venue officiellement la nouvelle, se bornant à indiquer qu'elle provenait « du cercle de personnes appartenant aux fidèles de De Gasperi ».
Même le père du journaliste, influent professeur de philosophie à l'université de Rome « La Sapienza », suggéra à son fils de se rétracter, conseil vivement appuyé par Francesco Carnelutti, fondateur de l'Institut italien de la culture juridique, qui avait pris le parti de l'accusation pour le compte de Piccioni.
L'avocat de Sforza, Giuseppe Sotgiu (ancien président de l'administration provinciale de Rome et porte-parole du PCI) s'accorda avec son collègue et le 31 mai Sforza Cesarini fut contraint de rétracter ses affirmations. En réparation il versa 50 000 lires à la Casa di amicizia fraterna per i liberati dal carcere, et en échange Piccioni retira son accusation.
Bien que dans l'immédiat le scandale donnât l'air d'avoir été évité pour le parti de la Démocratie Chrétienne (DC), le nom de Piccioni n'en avait pas moins été prononcé et il devait par la suite revenir sur scène.
Entretemps vint l'été et l'affaire disparut des pages et de la chronique.

## LesCapocottari

### Adriana Bisaccia et l'hypothèse des «Capocottari»
Le 6 octobre 1953, Silvano Muto, journaliste et directeur du journal à scandales Attualità, publia l'article La verità sul caso Montesi (La Vérité sur l'affaire Montesi). Il avait mené une enquête journalistique dans le « beau monde » de Rome, fondée sur le récit d'une actrice de vingt-trois ans qui arrivait à joindre les deux bouts en faisant la dactylographe, Adriana Concetta Bisaccia. La jeune femme avait raconté au journaliste qu'elle avait participé avec Wilma à une orgie, qui aurait eu lieu à Capocotta, près de Castel Porziano et non loin de l'endroit où l'on avait retrouvé le corps. À cette occasion, elles avaient pu rencontrer quelques personnages connus, principalement des nobles de la capitale, ainsi que des fils d'hommes politiques de la jeune république italienne.
Selon le récit d'Adriana, Wilma aurait absorbé un cocktail mortel de drogue et d'alcool, et aurait eu un grave malaise. Son corps inanimé aurait été transporté sur la plage par quelques participants à l'orgie, qui l'y auraient abandonné.
Parmi les noms cités dans l'article, on trouvait celui de Piero Piccioni et du marquis Ugo Montagna, propriétaire du domaine de Capocotta.
Les participants à l'orgie, que la presse désigna sous le nom de « capocottari », appartenaient à la haute société romaine, et il était facile de voir derrière la façon d'agir des forces de l'ordre la volonté de protéger de tels personnages.
Muto fut poursuivi par le procureur en chef de Rome, Angelo Sigurani, pour avoir diffusé des « informations fausses et tendancieuses de nature à troubler l'ordre public » ; cependant la nouvelle fut reprise par tous les journaux et devint l'hypothèse la plus largement prise en considération pour expliquer l'affaire.
Après que Montagna eut également porté plainte contre lui, Muto commença par retirer partiellement ses thèses, affirmant qu'il s'agissait de produits de l'imagination, quitte à revenir par la suite sur sa rétractation. Adriana, effrayée et peut-être menacée, démentit ses déclarations et le texte de Muto.

### La déposition de Moneta Caglio
Après le récit d'Adriana, une seconde femme fit une autre déposition compromettante. Maria Augusta Moneta Caglio Bessier d'Istria, dite Marianna ou le Cygne noir (en raison de son long cou), était la fille d'un notaire de Milan et, comme Adriana, elle cherchait à s'introduire dans le monde du cinéma. C'est à Rome qu'elle devint la maîtresse de Montagna, marquis de san Bartolomeo et personnage autour duquel gravitaient les notables de Rome. Cette femme avait déjà deux fois rencontré le procureur Sigurani, et dans les deux cas on n'avait tenu aucun compte de sa déposition sur l'événement.
Mariana affirmait que Wilma était devenue la nouvelle maîtresse de Montagna, et qu'elle connaissait la vérité sur les faits : de retour chez son père à Milan, elle s'adressa à son oncle, curé de Lomazzo, pour demander ce qu'elle devait faire. Le prêtre l'adressa à un prêtre jésuite, le père Alessandro Dall'Oglio, auquel elle remit un mémoire dans lequel elle confirmait la responsabilité de Piccioni et de Montagna exactement comme les journaux l'avaient écrit,.
Par l'intermédiaire de Dall'Oglio, le document arriva à Amintore Fanfani, alors ministre de l'Intérieur, et contribua à faire suspendre les poursuites contre le journaliste Silvano Muto : à présent la théorie n'était plus l'invention bizarre d'un journaliste provocateur. Une copie du mémoire fut même envoyée par Mariana au Pape.
Une partie de la DC toutefois essayait de discréditer le témoignage en se fondant sur des liens présumés entre Mariana et un courant qui se situait au sein de la DC et s'opposait à Piccioni.

## Les recherches sont relancées

### Enquêtes, complots et politique
À la suite de la diffusion du mémoire, Mariana fut interrogée secrètement par Umberto Pompei, colonel des carabiniers, qui la rencontra deux fois. Dans le mémoire on remarquait également le nom du chef de la police, Tommaso Pavone, auquel Montagna et Piccioni se seraient adressés pour chercher sa protection.
Le 2 février 1954, Avanti publia une note selon laquelle le nom de Piccioni aurait été introduit par Giorgio Tupini, à ce moment sous-secrétaire à la Présidence du Conseil et fils d'Umberto Tupini, dans le cadre d'une manœuvre politique. Entretemps, Piccioni père fut confirmé au ministère des Affaires étrangères du nouveau gouvernement.
Pendant ce temps, Pompei avait enquêté sur les personnes impliquées : le 10 mars il déclara dans un rapport que Montagna avait été un agent de l’OVRA et un informateur des nazis, activités auxquelles il devait son enrichissement. La nouvelle, pourtant peu en rapport avec l'affaire, suscite un grand bruit et contribue à la renommée de Silvano Muto. Le même jour, pendant une audience au tribunal sur la question, les parlementaires communistes protestent en hurlant « Pavone ! Pavone ! » en réponse à la question de confiance posée par Scelba sur les institutions.
Le lendemain, Pavone démissionna de son poste, et le gouvernement confia au ministre Raffaele De Caro une enquête sur la façon dont la police s'était conduite lors de cette affaire.

### La presse et le Parti
Le 14 mars 1954, Pietro Nenni, dans les colonnes de l'Avanti!, combattit la théorie innocentiste qui considérait les ténors de la DC comme victimes d'un complot, en soulignant que depuis longtemps une partie de la presse, l'Église et certains organismes privés s'étaient mobilisés contre la gauche afin de la discréditer et de l'affaiblir.
Palmiro Togliatti dans L'Unità en appela à un « combat contre la loi du silence et la corruption [...] afin que s'effondre le régime clérical » : il faisait allusion à l'affaire Montesi et à la DC, et parler du fascisme et de sa chute constituait une référence sans équivoque à l'implication de Montagna dans le régime fasciste.
Le 17 mars 1954, Paese Sera publia un scoop sensationnel : une photo montrant le Président du conseil Mario Scelba en compagnie de Montagna au mariage du fils d'un député démocrate-chrétien : la thèse de la pastetta politique se faisait de plus en plus solide.
Il Giornale d'Italia annonça dans un article qu'un mandat d'arrêt avait été lancé contre Montagna, lequel, ayant lu la nouvelle, se rendit spontanément à la prison, mais comme les responsables n'avaient reçu aucun ordre de l'incarcérer, il fut renvoyé.

## Vers le procès

### Réouverture du dossier: l'enquête des carabiniers
Le juge d'instruction du département compétent de la Cour d'appel de Rome, Raffaele Sepe, recommença l'enquête : on exhuma le corps de Wilma et on ordonna des recherches et des interrogatoires. S'effondrèrent alors la plupart des accusations portées contre des personnages secondaires et liés seulement de façon vague à l'événement, tandis qu'apparaissaient de plus en plus clairement les liens qui unissaient Piccioni, Montagna et les dirigeants de la police romaine.
Le 26 mars 1954, l'affaire Montesi fut officiellement rouverte par la Cour d'appel de Rome. Piero Piccioni et Ugo Montagna furent arrêtés sur des accusations respectives d'homicide involontaire et d'usage de stupéfiants pour le premier, et de complicité pour le second, et ils furent envoyés à la prison Regina Coeli. Avec eux fut arrêté le chef de la police de Rome, Saverio Polito, accusé de complicité, tandis que neuf autres personnages impliqués dans l'affaire étaient inculpés, parmi lesquels le prince Maurice de Hesse,,.
Le 19 septembre 1954, le scandale était devenu tel qu'Attilio Piccioni se démettait de ses fonctions officielles.

### L'«opération oncle Giuseppe»
Malgré tout, les parents de Wilma Montesi étaient certains de l'innocence de Piero Piccioni : le 30 septembre cependant, dans Il Messaggero, le journaliste Fabrizio Menghini,qui suivait l'affaire, avança à demi-mot l'hypothèse qu'il pourrait bien y avoir aussi des indices dans une autre direction, ou qui pourraient accuser le jeune oncle de la victime, Giuseppe Montesi. Ce garçon aurait été très attiré par la jeune fille, et aurait même pu en tomber amoureux ; comme il possédait une auto, il aurait pu transporter le cadavre sur le lieu où on l'avait trouvé.
Avancée sur un ton sarcastique, l'hypothèse fut prise au sérieux par l'opinion publique après que Giuseppe Saragat, homme politique proche des socialistes, eut affirmé dans Avanti! que l'affaire s'approchait d'un tournant dramatique et que le coupable allait être connu.
Il est vrai que le comportement évasif de Giuseppe Montesi contribua à rendre crédible une thèse fondée sur des suppositions : Giuseppe Montesi refusait de dire où il se trouvait pendant la nuit du crime.
Enfin, au cours de l'interrogatoire, il admit devant ses juges qu'il avait passé la soirée avec la sœur de sa fiancée.

### Le scandale Sotgiu
Le 16 novembre 1954, un nouveau scoop vint encore compliquer l'affaire : deux journalistes de Momento Sera, qui enquêtaient sur la mort de Pupa Montorzi (une jeune fille morte de surdose de drogue dans une situation apparemment semblable à l'affaire Montesi) découvrent une maison de rendez-vous au 15 de la via Corridoni. Au cours d'une opération de surveillance, ils remarquent Giuseppe Sotgiu, homme politique et avocat de Silvano Muto. Ils le photographient alors qu'il entre dans la maison en compagnie de sa femme, et il apparaît que celle-ci entretenait des relations avec des jeunes, dont un mineur. Cette découverte ébranle sérieusement la crédibilité des principaux accusateurs.

### La conclusion de l'affaire

#### Piccioni, Montagna et Polito devant leurs juges
Le 20 juin 1955, Piccioni, Montagna et Polito furent renvoyés par le juge Sepe devant les assises. Le 21 janvier 1957, s'ouvrit l'audience. Montagna nia avoir connu Wilma Montesi et Polito (qui avait pris sa retraite) confirma la version officielle de l'accident au bord de la mer. Alida Valli déposa en faveur de Piccioni, confirmant son alibi selon lequel il était à Ravello atteint d'un fort mal de gorge. À 00h40 le 28 mai, le tribunal déclara les accusés innocents et les acquitta de toutes les charges.

#### Muto, Adriana et Mariana  devant leurs juges
Le procès pour diffamation intenté à Muto (toujours défendu par Sotgiu) et à Adriana se termina par une condamnation à dix mois de prison assortie de sursis. Mariana passa au tribunal mais ne fut pas condamnée.
En 2020, la vérité sur l'événement est toujours inconnue.

## Importance

### L'aspect médiatique
L'affaire Montesi a été une des premières, sinon la première affaire criminelle à acquérir un retentissement national dans la jeune République italienne.
La presse se jeta sur elle, alléchée par les relations complexes entre la criminalité, la politique et les hautes personnalités. Les principaux journaux, Corriere della Sera et Paese Sera, servirent respectivement de porte-drapeaux pour les partisans de l'innocence et ceux de la culpabilité. Le premier voyait dans cet événement une tentative pour discréditer la DC, même s'il gardait une position modérée en laissant la porte ouverte à toutes les possibilités. Paese Sera en l'espace d'un an passa du soutien à la thèse officielle à la défense avec bec et ongles de la thèse de l'orgie.
On trouve un signe de l'importance de cette affaire dans un article signé par Carlo Laurenzi et publié le 4 février dans le Corriere della Sera ; il note qu'en moins d'un an au moins 52 scénarios pour le cinéma ont été écrits et proposés à des sociétés de production.
Paese sera connut une augmentation de son tirage d'au moins 50 %, atteignant même 200 % grâce au scoop Scelba-Montagna.
Les lourdes implications de la presse, y compris dans les questions judiciaires, firent comprendre aux professionnels de l'information la nécessité d'une sorte d'auto-discipline. C'est de là que naquit l'idée d'un Ordre des journalistes, qui fut officiellement institué 10 ans plus tard avec la loi no 69 de 1963.

### La question politique
Plus ou moins volontairement, l'implication de Piccioni déplaça la bataille sur le plan politique.
Piccioni était le plus grand ténor de la DC, alors engagée dans une rude bataille électorale contre le PCI. Le jour même du crime, la campagne battait son plein pour les élections législatives et le débat politique était vif au sujet de la lege truffa. C'est peut-être à cause de ce scandale que la coalition réunie autour de la DC manqua de peu la majorité absolue (il ne s'en fallut que de 0,8 % des voix).
En mars 1954, le député du MSI néofasciste Franz Turchi adressa à Mario Scelba, qui venait d'obtenir l'investiture comme Président du conseil des ministres, une question visant à obtenir des assurances sur les doutes que l'affaire avait soulevés dans le monde politique italien.
Soit par volonté politique, soit pour détourner l'attention au cours de 1954, Scelba annonça plusieurs fois une série de mesures répressives contre les organisations de gauche mais, dans la pratique, il en résulta bien peu de choses.
Gian Paolo Brizio Falletti, collègue de Piccioni à la DC, en vint à demander la censure, réclamant des mesures contre le monde de la presse, qui aurait donné trop de résonance à une affaire criminelle. Les affirmations du député démocrate-chrétien révoltèrent les journalistes et les principaux organes de presse, en particulier ceux qui se situaient à gauche. La proposition tomba vite à l'eau, mais l'idée fut reprise en novembre 1954 par Scelba qui réclamait et attendait un auto-contrôle strict des journalistes en raison de leur influence sur la vie civique et morale du pays au moyen de faits divers et d'articles à scandales.
Contre toute attente, la Fédération nationale de la presse italienne accueillit cette proposition et même l'appuya, quoique sous une forme modérée en cherchant à se conserver une certaine liberté d'action.

### Réactions et conséquences
Les réactions devant le scandale furent diverses.
- La DC, parti appartenant à la majorité, voyait dans le scandale une attaque orchestrée par ses adversaires politiques et appuyée de l'intérieur par des dissidents : l'action du parti était donc défensive, il essayait de distraire l'attention de l'affaire, au besoin par des accusations et des combats d'escarmouche.
- Les partis de gauche, PCI en tête, considéraient l'affaire comme un scandale politique, fruit des manœuvres de la DC pour couvrir des coupables qui lui appartenaient. On se servit de l'affaire pour mettre en cause l'autorité du gouvernement, déjà chancelant et qui n'avait une majorité que de justesse, pour faire ressortir les contradictions entre certaines maximes que prêchait la DC et cette affaire où la morale était tombée bien bas.
- L'extrême droite et les monarchistes montraient du doigt l'affaire comme un cas de faillite manifeste du système démocratique en lui-même.
- Le Parti socialiste démocratique italien de Saragat et les mouvements de tendance socialiste, alliés politiquement à la DC, étaient conscients du danger et adressaient surtout leurs reproches aux dirigeants démocrates-chrétiens, et en particulier à Amintore Fanfani, que l'on considérait comme celui qui avait laissé faire les enquêtes des carabiniers sur le simple fondement du mémoire de Mariana Caglio. Après le scandale Sotgiu, le parti de Saragat se rapprocha de la DC, en s'associant à l'accusation lancée contre les dirigeants du PCI et du PSI d'avoir échafaudé l'affaire comme un piège politique.

Le scandale Sotgiu coûta très cher au parti communiste, dont l'image de défenseur intransigeant de la morale, tel qu'il se présentait, fut gravement atteinte.
Au cours de l'été 2006, le journaliste Francesco Grignetti a publié un livre sur l'événement, Il caso Montesi, dans lequel il affirme avoir trouvé aux archives de la Police d'État au quartier Europa quelques dossiers avec des documents de l'époque, qui montreraient une tentative d'occultation due au ministère de l'Intérieur et qui aurait partiellement échoué en raison du tollé médiatique qu'elle avait suscité.

## Intérêt du public
Bien que ce ne fût pas la première affaire criminelle célèbre à exciter l'opinion publique, ce fut sans aucun doute un des événements des années 1950 qui suscita le plus de controverse. Plusieurs facteurs allaient s'additionner, constituant un mélange d'intérêts et d'arrière-plans des plus capables de passionner les lecteurs de l'époque.

### Le facteur social
Tout d'abord, la victime était une belle jeune fille d'origine modeste qui aurait pu vivre dans un logement situé près de chez n'importe quel lecteur. Il n'était pas difficile pour les lecteurs de s'identifier socialement à la victime ou d'éprouver de l'intérêt pour elle et son histoire.
Le fait que la victime ait été retrouvée encore vierge allait exclure toute une série d'implications qui auraient rendu l'affaire trop scabreuse et trop compromettante pour qu'elle prît une telle importance dans la presse nationale.
Tous ces facteurs ne pouvaient que stimuler l'intérêt des lecteurs. Le fait que les deux principales accusatrices étaient jeunes, belles et liées au monde du spectacle, augmenta encore l'intérêt pour l'affaire.

### La tempête politique
En second lieu, dès le début apparut la participation de personnalités de premier plan de la scène politique. Ils étaient d'abord anonymes mais ce facteur ne pouvait qu'exciter encore plus l'attention des journalistes et l'intérêt du public ; lorsque des noms furent divulgués, leur importance ne put qu'attirer encore davantage les lecteurs qui s'intéressaient à la politique.
L'affaire tourna à la guerre entre tous les partis de la majorité, et même entre les factions au sein même du parti chrétien-démocrate, qui représentait à lui seul près de 50 % de l'électorat. De fait, la participation de dirigeants de la DC à une telle affaire causa un dommage considérable à l'image du parti. De la même façon, les événements liés à l'affaire constituèrent une tempête pour le Parti communiste italien, à l'époque la seconde force politique. L'affaire devait frapper sans distinction la presque totalité de l'arc parlementaire.

### La bataille judiciaire
D'un grand intérêt fut aussi l'aspect judiciaire de l'histoire, avec un carrousel de dénonciations, de plaintes et de demandes reconventionnelles qui en arrivèrent à impliquer les principaux et les plus connus des avocats de l'époque.
Les questions liées à la justice étaient au centre même d'un débat important : les grands personnages, les amis des chefs de la police, pouvaient-ils avoir droit à un traitement spécial et échapper aux conséquences de leurs actes? 
La clôture de la première enquête, sur des motivations peu crédibles et sur des bases purement spéculatives, parut un geste clair en ce sens, face auquel la presse ne pouvait garder le silence.
Selon la tradition occidentale et celle des États-Unis, la presse joua un rôle de contrôleur dans le caractère démocratique des procès, et pour cette raison c'était le devoir des journalistes de mettre en lumière la probable « magouille judiciaire ».

### La presse et le marché
À côté de sa mission sociale, cependant, la presse dut relever un autre défi : la concurrence croissante dans le domaine de l'édition, qui entraînait l'apparition (et la disparition) de magazines de faits divers et de journaux d'opinion à un rythme toujours croissant, avec une saturation progressive du marché.
Le moyen le plus sûr et le plus efficace de réussir les ventes était de proposer des nouvelles en exclusivité et des scoops sur des faits d'une actualité brûlante.
Or il se trouve que l'Affaire Montesi réunissait tous ces éléments. Le tourbillon de déclarations sensationnelles ne cessait d'être alimenté par la chasse aux nouvelles, augmentant à son tour la puissance médiatique de l'événement.
Toutefois, comme on l'a dit plus haut, cette question conduisit les acteurs de la presse à une réflexion qui devait se concrétiser dix ans plus tard avec la création de l'Ordre des journalistes (loi no 69 de 1963).